# Украинская дипломатическая энциклопедия
Украинская дипломатическая энциклопедия (укр. Українська дипломатична енциклопедія) — двухтомное энциклопедическое издание, посвященное дипломатии. Вышла в 2004 году. Подготовлена коллективом авторов под руководством Л. В. Губерского. 

## История
Энциклопедия является фундаментальной двухтомной работой, которая посвящена дипломатической тематике, в ней раскрыты понятия и термины относительно международного права и дипломатической службы. Первый том напечатан со статьями на буквы от А до Л, во втором томе — от М до Я. Прикладной аспект энциклопедии направлен для обучения студентов и преподавателей, специальности которых, связаны с международными отношениями и международным правом. Учёным и сотрудникам соответствующих государственных подразделений, а также коммерческим учреждениям, которые участвуют во внешней политики страны.
Книги, посвящены 170-й годовщине Киевского национального университета им. Т. Г. Шевченко, а также к 60-летию Института международных отношений Киевского национального университета им. Т. Г. Шевченко.

## Редакционная коллегия
Л. В. Губерский (председатель), В. А. Виргиния, В. И. Головченко, В. П. Гондюл, К. И. Грищенко, А. В. Задорожный, А. С. Онищенко, В. А. Смелый, Д. В. Табачник (заместители председателя), В. Г. Кремень, В. П. Крыжановский, И. Ф. Курас, В. М. Литвин, Е. А. Макаренко, В. А. Манжола, В. М. Матвиенко (ответственный секретари),  А. С. Филипенко, Ю. С. Шемшученко.

## Издания
- Українська дипломатична енциклопедія / редкол.: Л. В. Губерський (голова) та ін.. — Знання України[укр.]. — Т. 1. — 760 с. — 3000 экз. — ISBN 966-316-039-X.
- Українська дипломатична енциклопедія / редкол.: Л. В. Губерський (голова) та ін.. — Знання України[укр.]. — Т. 2. — 812 с. — 3000 экз. — ISBN 996-316-045-4.